# Licania splendens
Licania splendens là một loài thực vật có hoa trong họ Cám. Loài này được (Korth.) Prance mô tả khoa học đầu tiên năm 1972.